# Ruta angustifolia
Ruta angustifolia är en vinruteväxtart som beskrevs av Christiaan Hendrik Persoon. Ruta angustifolia ingår i släktet vinrutor, och familjen vinruteväxter. Inga underarter finns listade i Catalogue of Life.